# Gʻijduvon
Gʻijduvon (Giżduwan) – miasto w wilajecie bucharskim Uzbekistanu, ośrodek administracyjny tumanu. W 1970 r. miał 16.000 ludności.
W Gʻijduvonie znajduje się jedna z trzech medres zbudowanych przez Uług Bega, wzniesiona w 1437 (pozostałe są w Samarkandzie i w Bucharze). Znajduje się tam także pomnik teologa islamskiego Abduholika Giżduwoni.